# Waléran II de Limbourg
Walram II ou Waléran II de Limbourg, dit le Payen, né vers 1085, mort en 1139, est duc de Limbourg et comte d'Arlon de 1119 à 1139 et duc de Basse-Lotharingie de 1128 à 1139. Il est le fils d'Henri Ier, duc de Limbourg et de Basse-Lotharingie, et d'Adélaïde de Pottenstein.
Son surnom de Payen vient d'un baptême tardif. En 1101, son père a reçu de l'empereur, Henri IV, le duché de Basse-Lotharingie, mais en 1106, l'empereur Henri V le lui a retiré pour le donner à Godefroy de Louvain. Il en résulte une haine entre les familles de Limbourg et de Louvain. Henri V meurt en 1125, et le nouvel empereur Lothaire II retire la Basse-Lotharingie à Godefroy de Louvain, pour la donner à Waléran. Évidemment, Godefroy ne veut pas céder le duché et empêche Waléran d'exercer ses nouvelles fonctions. Le différend dégénère rapidement en lutte armée, à l'occasion de troubles à propos de l'abbaye de Saint-Trond. En 1129, Waléran et l'évêque de Liège, Alexandre de Juliers, battent Godefroy à Wilderen. Plus tard les deux rivaux se réconcilient, mais Godefroy continue à porter le titre de duc de Basse-Lotharingie. Après la mort de Walram, la Basse-Lotharingie est rendue au fils de Godefroy de Louvain, également prénommé Godefroy.
À la mort de Lothaire II, Waléran soutient l'élection de Conrad III de Hohenstaufen et lui reste fidèle. En 1129, il devient avoué et maître forestier de Duisbourg.

## Mariage et enfants
Il épouse vers 1110 Jutte de Gueldre (1087 † 1151), dame de Wassenberg, fille de Gérard Ier Flaminius, comte de Gueldre. Ils ont :
- Henri II (1111 † 1167), duc de Limbourg ;
- Gérard, seigneur de Wassenberg, cité en 1148 et en 1166 ;
- Waléran III[1], comte d'Arlon, mort avant le 5 janvier 1146[2] et peut-être en 1145 ;
- Béatrice, mariée avant 1135 Robert Ier, comte de Laurenbourg ;
- Adélaïde, mariée à Ekbert Ier de Tecklenburg (de), comte de Tecklenbourg.

## Sources
- M. Yans, « Waleran II, dit Payen », Académie royale de Belgique, Biographie nationale, vol. 27, Bruxelles, 1938 [détail des éditions], p. 49-53.
- Généalogie de la maison de Limbourg.